# In the still of the night (album van Jack Jersey)
In the still of the night is een muziekalbum van Jack Jersey uit 1974. Hij produceerde het album zelf.
Het bereikte nummer 3 in de Nederlandse LP Top 20 en bleef 19 weken in deze hitlijst staan, bij de lijst van Veronica bij elkaar 29 weken. Het kwam ook in België uit.
Het werd uitgebracht op een langspeelplaat en een muziekcassette en in 1988 kwam het ook uit op een cd. De eerste werd beloond met platina en de tweede met goud.

## Nummers
| Nr. | naam                      | schrijver                        | duur |
| --- | ------------------------- | -------------------------------- | ---- |
| A1  | In the still of the night | Jack de Nijs en H. Haast         | 2:25 |
| A2  | I'm calling               | Jack de Nijs                     | 3:46 |
| A3  | Papa was a poor man       | Jack de Nijs en H. Haast         | 3:20 |
| A4  | If you leave me           | Jack de Nijs                     | 2:54 |
| A5  | In old Mexico             | Jack de Nijs en K. Naar          | 3:59 |
| A6  | Melancholy man            | Jack de Nijs en K. Naar          | 2:15 |
| B1  | Don't break this heart    | Jack de Nijs                     | 2:38 |
| B2  | Answer me                 | Jack de Nijs en K. Naar          | 3:25 |
| B3  | Mary                      | Jack de Nijs en Jacques Verburgt | 1:59 |
| B4  | Love me Petunia           | Jack de Nijs en R.P. Jenkins     | 3:40 |
| B5  | No regrets                | Jack de Nijs en Jacques Verburgt | 2:43 |
| B6  | Conny                     | Jack de Nijs                     | 3:37 |